# Ütőhangszerek

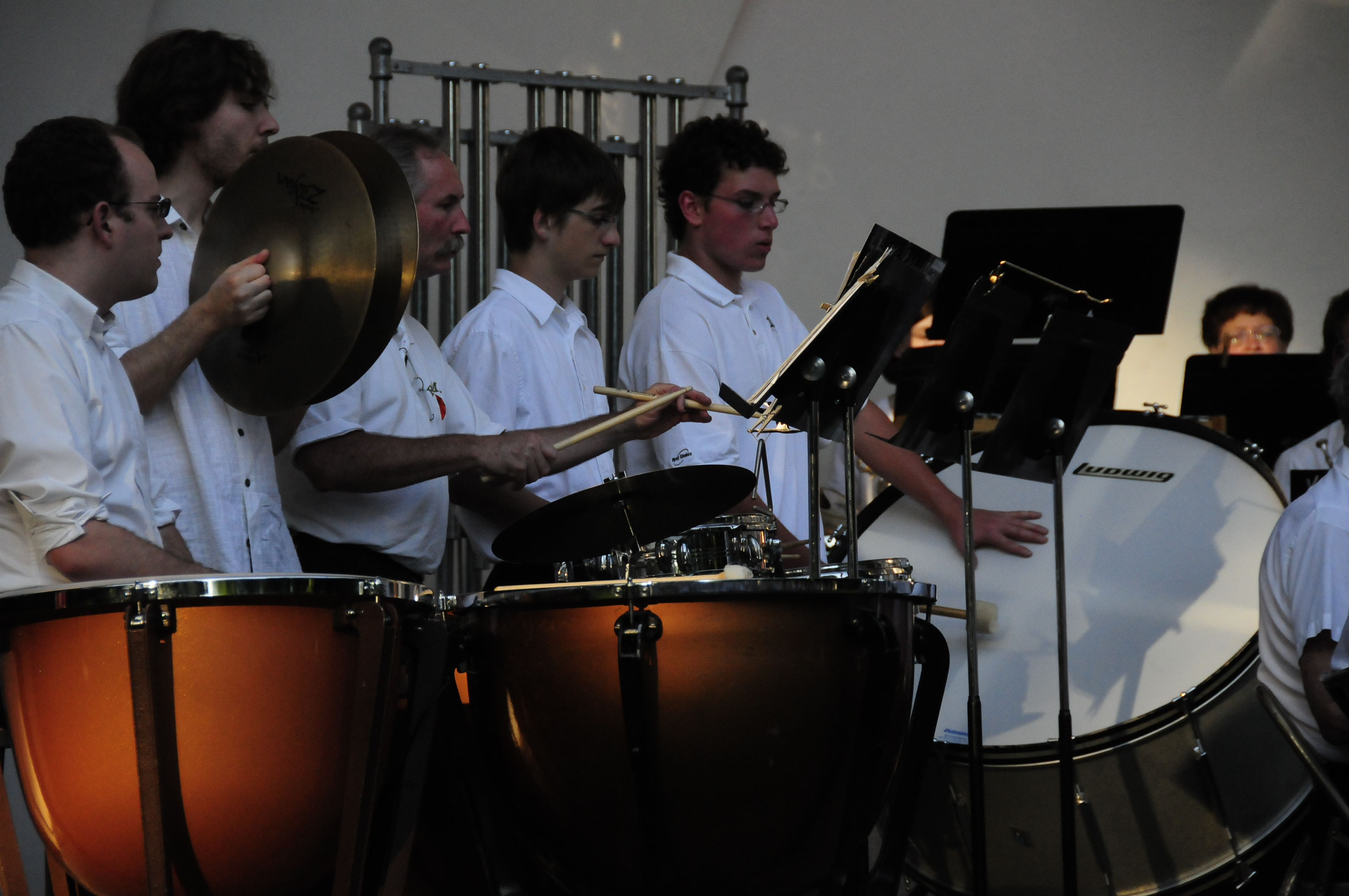
Szimfonikus zenekar ütőhangszerei

Ütőhangszernek – megszólaltatási módjánál fogva – azokat a hangszereket nevezik, amelyeket kézzel, lábbal, vagy külön e célra készült szerszámmal, dobverővel, esetleg billentyűs, mechanikus szerkezettel megütve szólaltatnak meg. Ide tartoznak azok a hangszerek is, melyeknél a hangot olyan mozgás – rázás, kaparás, forgatás – által hozzák létre, mely közvetve eredményezi a hangszer részeinek összeütődését.
Megkülönböztetünk hangolt és hangolatlan ütőhangszereket, az előbbiek hangjának megfeleltethető valamilyen zenei hang (pl. harang, üstdob, xilofon), az utóbbiakénak nem (pl. cintányér, triangulum, maracas).
Az ütőhangszerek a hangkeltés akusztikai természete alapján lehetnek
- idiofon hangszerek (például triangulum, xilofon, marimba)
- dobok, tehát membranofon hangszerek (például pergődob, üstdob),
- megütéssel megszólaltatott húros hangszerek (például berimbau, cimbalom),
- ütéssel megszólaltatott aerofon hangszernek (is) tekinthető pl. a ceglédi kanna.